# Врачёв, Иван Яковлевич
Ива́н Я́ковлевич Врачев (14 апреля 1898, Екатеринодар — 22 декабря 1997, Москва) — российский революционер, член Президиума ВЦИК, начальник Политуправления и член Реввоенсовета Туркестанского фронта, член ЦК Коммунистической партии Грузии. Один из подписавших Договор об образовании СССР.

## Биография
Родился в семье кочегара Якова Ивановича Врачева и прачки Александры Ивановны Врачевой. Окончил три класса церковно-приходской школы, не смог продолжить образование из-за «низкого происхождения». С 11 лет работал (на пивоваренном заводе, макаронной фабрике, в типографии, парикмахерской, театрах). Параллельно занимался самообразованием, читал народническую литературу. В марте 1917 года вступил в РСДРП(б). В апреле был призван Временным правительством в армию и направлен в Воронеж солдатом 58-го пехотного запасного полка. Был избран председателем ротного комитета, членом президиума полкового комитета, депутатом Воронежского Совета рабочих и солдатских депутатов. Первые статьи Врачева вышли в большевистской газете «Воронежский рабочий», после чего их автор вошёл в редколлегию газеты «Путь жизни». В дни Октябрьской революции вошел в состав Воронежского ВРК. 
Во время дебатов вокруг Брестсткого мира вошёл в состав расширенного Президиума ВЦИК, выступал за подписание мира. Тогда же встречался с Я. М. Свердловым и В. И. Лениным. Участвовал в формировании частей Красной Армии, ушёл на фронт комиссаром 13-й Воронежской пехотной дивизии, затем комиссар 40-й Богучарской дивизии, 8-й армии Южного фронта.
 В 1921—1922 годах — начальник Политуправления и член Реввоенсовета Туркестанского фронта, командующий Ферганской армейской группы войск. В 1922 году, как начальник Политуправления Особой Кавказской Армии, избран в состав делегации ЗСФСР на I Съезд Советов и 30 декабря подписал Договор об образовании СССР. Неоднократно общался со Сталиным. С 1922 по 1924 годы — начальник Политуправления отдельной Кавказской армии. Избирался делегатом I и II Всесоюзных Съездов Советов и III, IV, IX и XI Всероссийских съездов Советов.
С 1923 года принадлежал к Левой оппозиции в ВКП(б), подписал «Заявление 46-ти». В 1927 году был исключён из партии и в начале 1928 года сослан в Вологду. В 1930 году, после подачи заявления об отходе от оппозиции, был восстановлен в партии, но в 1936 году вновь репрессирован и в 1937 году сослан (вначале в Коми АССР, затем переведён в Серпухов). С началом Великой Отечественной войны отправил телеграмму на имя Сталина с просьбой пойти рядовым на фронт. Начав боевой путь в феврале 1943 года, прошёл всю войну до Дальнего Востока. Награждён орденом Красной Звезды, медалью «За боевые заслуги» и пятью другими медалями. После демобилизации в 1946 году вернулся на работу в кинопрокат. Однако в 1949 году вновь арестован как бывший троцкист и приговорён к 25 годам исправительно-трудовых лагерей. В 1956 году освобождён и реабилитирован.
С началом перестройки, будучи одним из последних живых представителей Левой оппозиции, по приглашению Ванессы Редгрейв выступал в разных странах с лекциями о сталинизме и классовой борьбе в СССР.